# Plagodis unicolor
Plagodis unicolor är en fjärilsart som beskrevs av Hirschke 1910. Plagodis unicolor ingår i släktet Plagodis och familjen mätare. Inga underarter finns listade i Catalogue of Life.